# If I Were a Carpenter
If I Were a Carpenter é um álbum de tributo aos Carpenters lançado em 1994. O álbum conta com a participação de diversas bandas de rock alternativo, as quais interpretam versões cover das canções de Richard e Karen Carpenter.

## Produção
A arte da capa é um desenho cartunesco de Richard e Karen Carpenter ouvindo um disco de vinil, em fundo de cor alaranjada. Richard Carpenter declarou que não "se importava" com a versão da canção "Superstar",  interpretada no álbum pela banda de rock alternativo Sonic Youth.
O álbum foi idealizado pelo produtor musical Matt Wallace e pelo jornalista especializado em música David Konjoyan.

## Lista de faixas
| N.º            | Título                                      | Artista(s)                          | Duração |  |
| 1.             | "Goodbye to Love"                           | American Music Club                 | 3:12    |  |
| 2.             | "Top of the World"                          | Shonen Knife                        | 3:55    |  |
| 3.             | "Superstar"                                 | Sonic Youth                         | 4:06    |  |
| 4.             | "(They Long to Be) Close to You"            | The Cranberries                     | 2:40    |  |
| 5.             | "For All We Know"                           | Bettie Serveert                     | 3:25    |  |
| 6.             | "It's Going to Take Some Time"              | Dishwalla                           | 4:16    |  |
| 7.             | "Solitaire"                                 | Sheryl Crow                         | 4:43    |  |
| 8.             | "Hurting Each Other"                        | Johnette Napolitano e Marc Moreland | 4:09    |  |
| 9.             | "Yesterday Once More"                       | Redd Kross                          | 3:58    |  |
| 10.            | "Calling Occupants of Interplanetary Craft" | Babes in Toyland                    | 4:06    |  |
| 11.            | "Rainy Days and Mondays"                    | Cracker                             | 3:44    |  |
| 12.            | "Let Me Be the One"                         | Matthew Sweet                       | 3:26    |  |
| 13.            | "Bless the Beasts and Children"             | 4 Non Blondes                       | 4:17    |  |
| 14.            | "We've Only Just Begun"                     | Grant Lee Buffalo                   | 3:51    |  |
| Duração total: | Duração total:                              | Duração total:                      | 53:50   |  |

| Críticas profissionais | Críticas profissionais |
| Avaliações da crítica  | Avaliações da crítica  |
| Fonte                  | Avaliação              |
| ---------------------- | ---------------------- |
| AllMusic               | [ 4 ]                  |
| Entertainment Weekly   | A−                     |
| Los Angeles Times      | [ 6 ]                  |
| Rolling Stone          | [ 7 ]                  |